# Переліски (Сумський район)
Перелі́ски — село в Україні, у Лебединській міській громаді Сумського району Сумської області. Населення становить 23 осіб. До 2020 орган місцевого самоврядування — Великовисторопська сільська рада.

## Географія
Село Переліски знаходиться на лівому березі річки Легань, вище за течією на відстані 5 км розташоване село Великий Вистороп, нижче за течією на відстані 2 км розташоване село Ревки. До села примикає великий лісовий масив (сосна, дуб).

## Історія
12 червня 2020 року, відповідно до Розпорядження Кабінету Міністрів України № 723-р «Про визначення адміністративних центрів та затвердження територій територіальних громад Сумської області» увійшло до складу Лебединської міської громади.
19 липня 2020 року, після ліквідації Лебединського району, село увійшло до Сумського району.